# Pacte à quatre
Le pacte à quatre est le nom généralement donné au pacte d’entente et de collaboration quadripartite entre l'Italie, la France, le Royaume-Uni et l'Allemagne nazie.
Ce projet est porté par Benito Mussolini qui craint les visées expansionnistes d'Adolf Hitler, recherche le soutien de la Hongrie et cherche à s'octroyer les bonnes grâces des démocraties occidentales en recherchant une forme de contrôle pacifique. Ce contrôle devait notamment s'exercer au détriment des petits États d'Europe centrale et danubienne, en révisant les traités de Versailles et ses traités annexes.
Présenté le 7 juin 1933 et signé par les ambassadeurs des quatre pays le 15 juillet 1933, ce traité n'est cependant jamais ratifié par la France et ne prend donc jamais effet.

## Contexte
En mars 1933, alors qu'Hitler vient d'obtenir les pleins pouvoirs, Benito Mussolini s'inquiète des visées expansionnistes de ce dernier. Pour le contrer sans donner l'impression de s'opposer à lui, le Duce associe à sa démarche la France et le Royaume-Uni en s'appuyant sur l'article 19 du Pacte de la Société des Nations, : 

« L’Assemblée peut, de temps à autre, inviter les Membres de la Société à procéder à un nouvel examen des traités devenus inapplicables ainsi que des situations internationales, dont le maintien pourrait mettre en péril la paix du monde. »

Même avant la proposition de 1933, le Quai d'Orsay envisage dès 1921 un pacte quadripartite entre ces quatre pays. Le ministre des affaires étrangères français Joseph Paul-Boncour soutient cette initiative car il estime que la France peut s'appuyer sur l'Italie pour affaiblir l'Allemagne. Édouard Daladier est également favorable à une révision du Traité de Versailles afin de promouvoir la paix. Alors qu'il n'était encore que journaliste en 1919, Mussolini avait lui-même évoqué cette idée d'une révision du Traité de Versailles en donnant aux « grandes nations » une prééminence sur les autres.
La décision de Mussolini est probablement hâtée par sa crainte qu'en la matière ce soit la France qui prenne l'initiative, des déclarations ayant été faites en ce sens par les gouvernements français et britannique en juillet 1932.

## Contenu
Le Pacte à quatre offre la possibilité de remodeler les frontières issues du Traité de Versailles et de ses traités annexes de Saint-Germain, de Trianon, de Neuilly et de Sèvres, au détriment des petits pays d'Europe centrale créés ou agrandis à l'issue de la Première Guerre mondiale.
Le but sous-tendant ce pacte à quatre est donc de constituer un pacte à trois qui permette de contenir l'Allemagne nazie, comme l'écrit le 22 mars 1933 l'ambassadeur de France en Italie Henry de Jouvenel, qui approuvait dans une certaine mesure le révisionnisme du traité de Trianon en favorisant la reconstitution au moins partielle de la Hongrie démantelée. Une conséquence logique de l'adoption de ce traité est, dans l'esprit de ses promoteurs, un rapprochement de la France et de l'Italie, alliance latine venant contrebalancer les influences anglo-saxonnes des deux autres grandes puissances européennes.
Plus généralement, les enjeux sous-jacents au projet de traité sont, d'une part, le désarmement, et d'autre part le devenir de l'Europe centrale et danubienne. En effet, le texte du Pacte à quatre joue sur un équilibre entre les ambitions révisionnistes allemandes et l'anti-révisionnisme des pays d'Europe Centrale. Pour la France, le choix du pacte à quatre est celui de préférer l'alliance avec l'Italie à celle avec les pays d'Europe centrale, s'opposant ainsi directement à la Petite Entente.
Le but sous-jacent à ce traité était également d'isoler diplomatiquement l'Union soviétique, en s'appuyant notamment sur la Hongrie.

## Signature
La proposition initiale est publiée le 18 mars 1933.
Le pacte est finalement paraphé le 7 juin 1933 et signé le 15 juillet de la même année à Venise, respectivement par Benito Mussolini pour l'Italie, Henry de Jouvenel pour la France, Ronald William Graham (en) pour le Royaume-Uni et Ulrich von Hassell pour l'Allemagne. Mais le texte ayant été profondément remanié, sa portée est très réduite par rapport aux ambitions initiales,.

La signature du Pacte à quatre
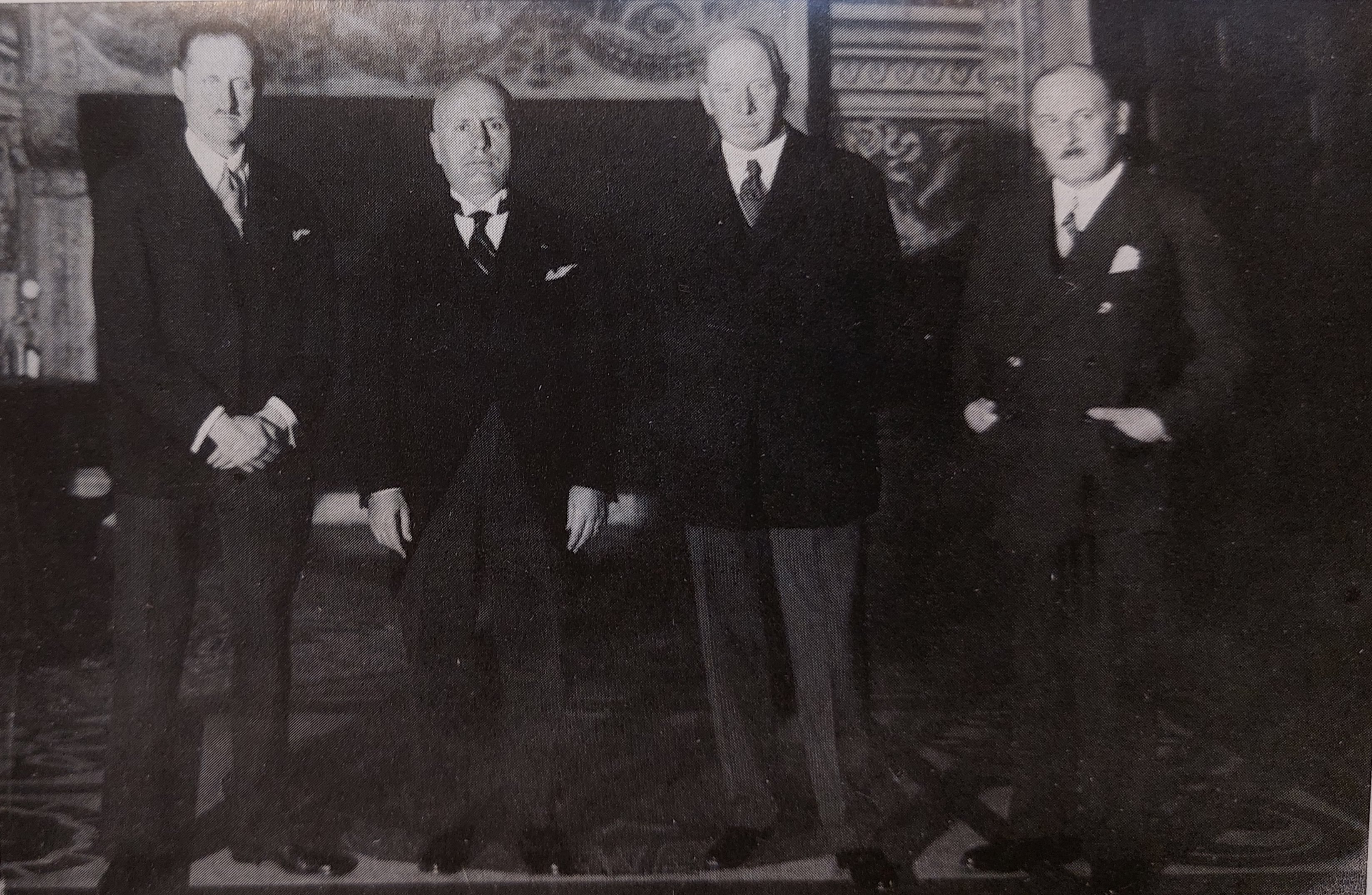
Les quatre signataires du Pacte, respectivement Hassell, Mussolini, Graham et Jouvenel.
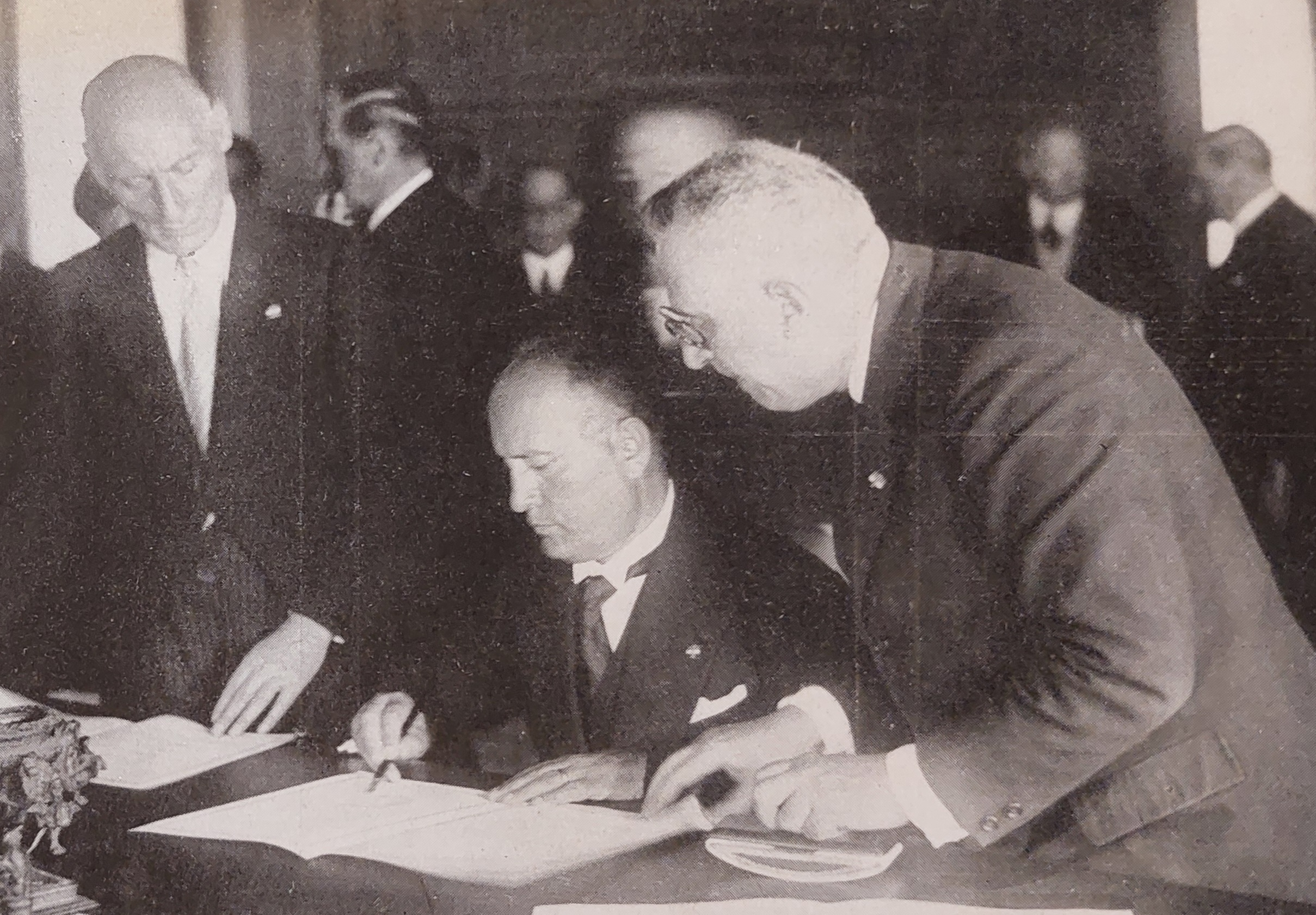
Mussolini signant le texte.
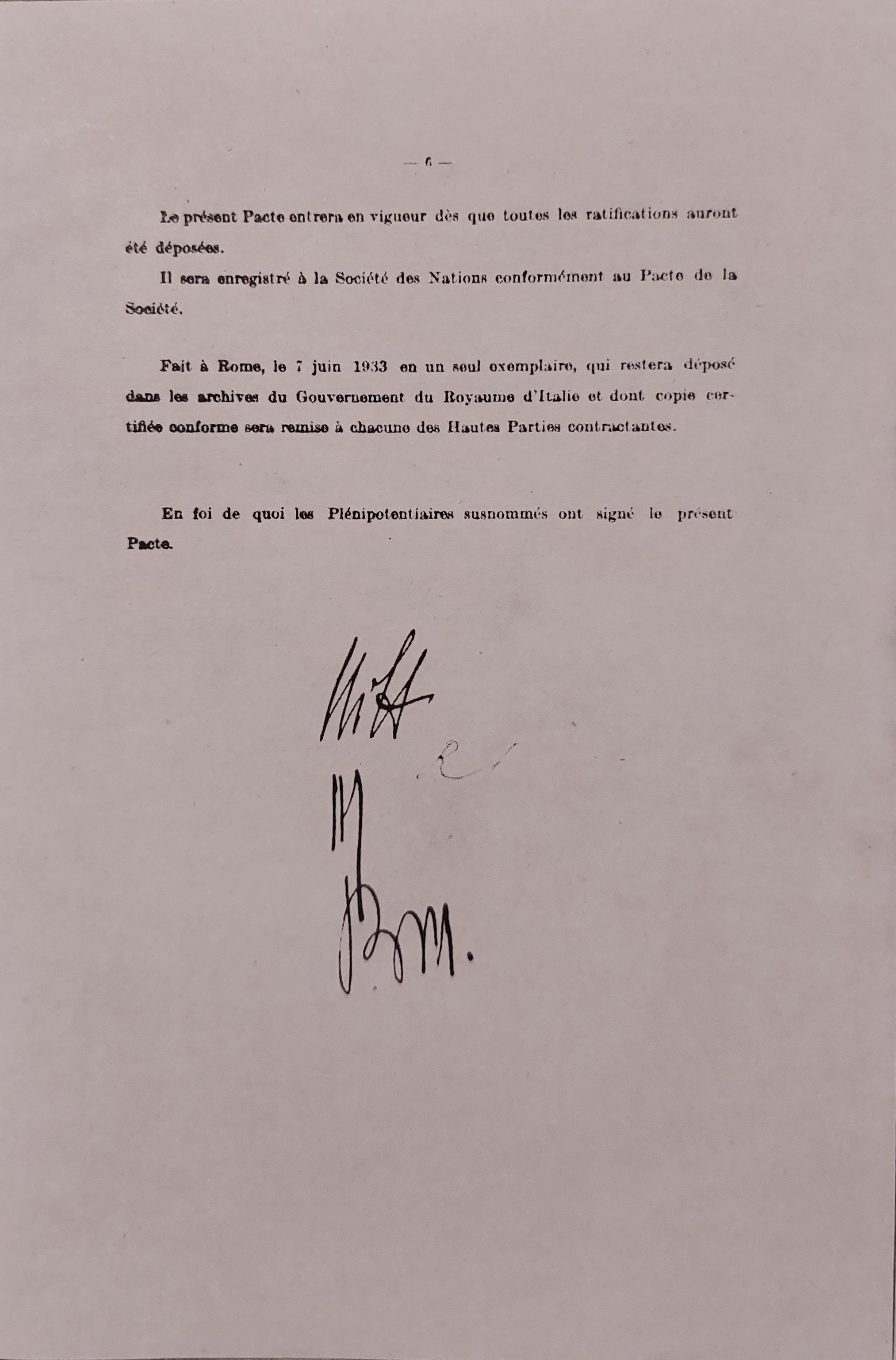
La signature de Mussolini au bas du texte.
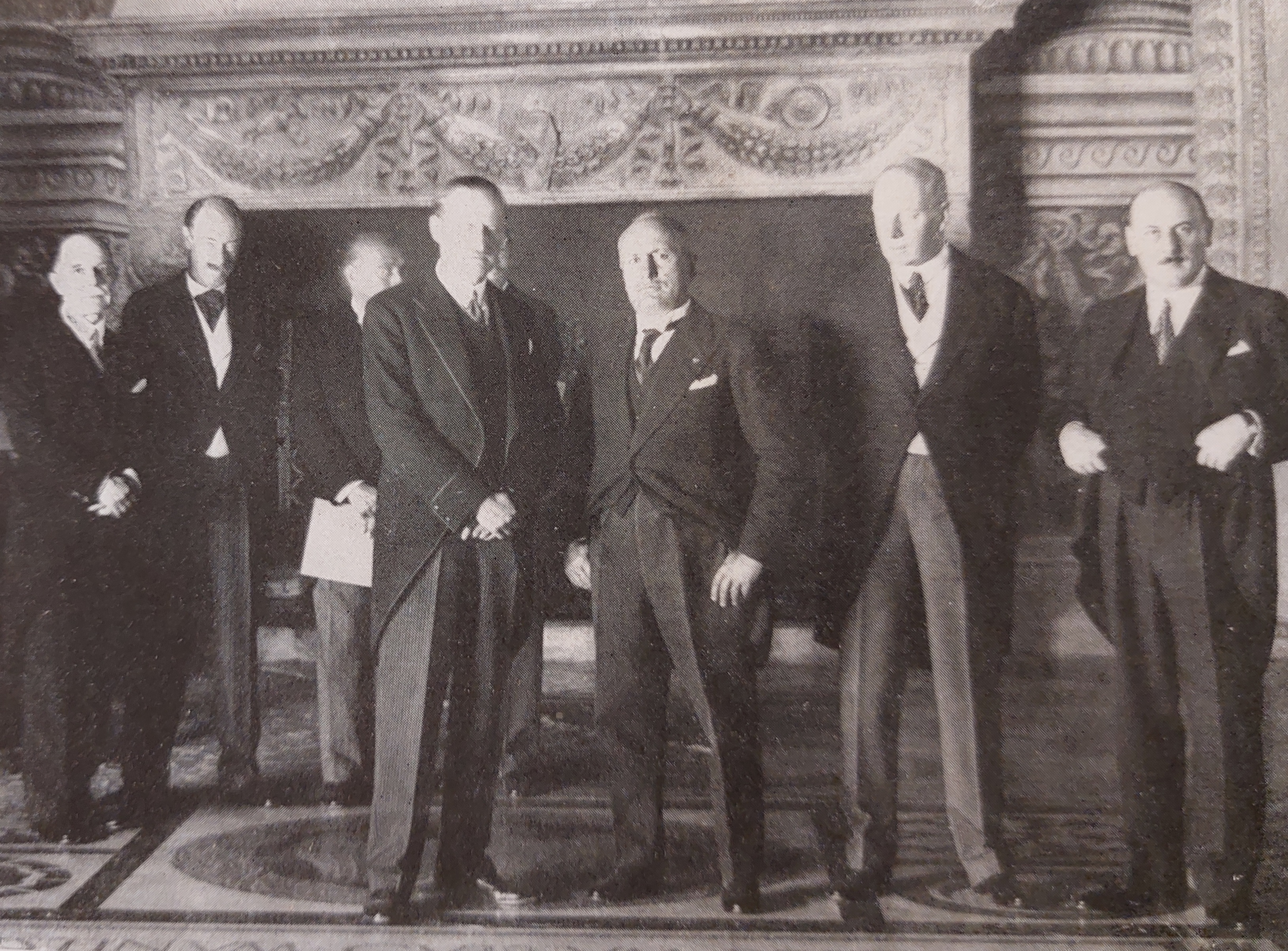
Les quatre représentants photographiés après la signature du Pacte.

## Constat
Le pacte donne une nouvelle dimension à l’Italie fasciste de Mussolini et lui confère une certaine légitimité sur la scène internationale. Sans doute la réalisation de ce pacte va-t-elle pousser le Duce à assumer pleinement ses ambitions, aussi bien sur le continent européen qu'au-delà, avec la campagne de Libye qui va suivre. S’il permet à l’Italie de s’affirmer sur la scène internationale, le Pacte sort également l’Allemagne de son isolement moral dans lequel elle était enfermée depuis le Traité de Versailles. Il lui confère à nouveau le statut de grande puissance européenne.
Une nouveauté intéressante à pointer du doigt est la suivante : un accord signé entre deux démocraties et deux régimes autoritaires et personnels ou en voie de l’être. Malgré la connaissance a posteriori de l’impact de ce pacte, cela traduit à l’époque une réelle volonté de pacification, et ce que l’on pourrait appeler un âge d’or de la diplomatie (visible durant toute la période de l’entre-deux-guerres).
Mais par-dessus tout, la véritable nouveauté du Pacte, c’est bien cette idée de directoire européen. L’Europe qui depuis 1919, c’est-à-dire 14 ans, baigne dans une illusoire communion égalitaire des peuples, est rattrapée si l’on puit dire par ses vieux démons, ou plus exactement par l’Histoire. C’est tout naturellement que se forme ce groupe des quatre. Nous y retrouvons la France puissance fragile mais avec un empire colonial immense qui n’a d’égal que celui de la Grande-Bretagne, vainqueur idéologique et économique du siècle. Puis il y a l’Allemagne, jeune nation née des cendres du Saint Empire Romain germanique et qui n’a jamais cessé d’être une puissance européenne. C’est peut-être la présence de l’Italie qui interroge. Seulement cette dernière ne fait que prendre la place laissée vacante par l’Espagne puis par l’Empire Austro-Hongrois. Nous sommes dans une logique de puissance, bien que celle-ci soit inégale en matière d’armement, d’économie, de diplomatie entre les quatre protagonistes, c’est cette logique qui les amène à se regrouper et de facto écarter les puissances moyennes et les petites puissances. On tente de revenir à un “concert européen” ou plutôt un concert westphalien. Car dans l’idée première de Mussolini réside cette volonté de réaffirmer l'État souverain peu soumis à un ordre international.
Enfin, ce Pacte et la manière dont il a pris forme remet à l’honneur la diplomatie directe, autrement dit la diplomatie d'État souverain à État souverain, sans passer par Genève. Nous avons pu voir à l'œuvre la machine du renseignement au service des diplomates puis des politiques dont le travail a été facilité par cette connexion directe entre les différents acteurs. Cependant, il convient de se rappeler qu’il en a été de même pour les accords précédents comme Locarno, Briand-Kellogg,...ce qui, légitimement, nous fait nous interroger une nouvelle fois sur l’utilité réelle des instances de la SDN, embourbées à la même période dans une conférence de désarmement sans fin.
Cette maigre énumération énoncée, il ne nous reste plus qu’à constater les dégâts et jeter un regard sur la situation.
 Au soir du 15 juillet, le texte signé par les quatre ne correspond plus à l’original et a perdu de son intérêt. Somme toute, dans sa forme définitive, le pacte revêt le caractère d'un engagement pris par les quatre grandes puissances de se concerter, dans le cadre de la Société des Nations, sur toutes les questions qui les intéressent, notamment en vue d'assurer le succès de la Conférence du désarmement et la restauration économique de l'Europe. Et ça s’arrête là.
L’une des principales réalités à prendre en compte c’est l’impasse du pacte. Ce pacte, à l’initiative en partie des Français, a subi le bouleversement politique de l’Allemagne, et le régime à qui l’Italie a présenté le projet en mars 1933, n’est déjà plus le même lors de la ratification en juin, il s’est totalement radicalisé. Nous soutenions l’idée que ce pacte signé entre des régimes qui s’opposent idéologiquement était une avancée ; il est clair que dans la pratique tout laissait sous-entendre à un échec. La "révolution allemande", comme l’écrit l’historien George Henri Soutou, est le grain de sable qui a fait dérailler le Pacte, même si ce grain de sable était aussi visible qu’un rocher.
Alors à qui la faute ? Faut-il incriminer l’esprit pacifiste et germano méfiant des français qui a conduit au sabotage du projet italien ? Ou justement ce projet italien cachant mal une volonté expansionniste et belliqueuse ? Ou alors, cédant à la facilité car l’histoire appartient aux vainqueurs, faut-il rejeter la faute sur le Reich allemand impatient quant à son égalité des droits ? Ou enfin faut-il se tourner vers la Grande-Bretagne et son triple jeu, cherchant sans cesse le profit économique et ne voyant pas de fait le danger géostratégique ? Ce serait mentir que de dire que ce ne sont pas ces quatre en même temps, mais ce serait également trop léger que d'omettre de citer le grand fautif qui a permis cela ; c’est-à-dire la Société des Nations.
Non le Pacte à Quatre n’est pas un échec total car il a permis de mettre en lumière les aspirations profondes de ces grandes puissances et cela va s’avérer utile pour la formation d’alliances pérennes les années suivantes, mais sur le plan concret c’est un échec pur et simple. Il n’y aura jamais de réunion des quatre dans le cadre du pacte. La Chambre des députés française refuse, du fait de son alliance avec les pays d'Europe centrale, de ratifier le traité, qui reste donc lettre morte. Paul-Boncour explique, de façon plausible, que cette ratification n'a pu intervenir simplement parce que le pacte était devenu lettre morte après le retrait de l'Allemagne de la Société des Nations en octobre 1933. L'objectif de la diplomatie française, dissocier Mussolini d'Hitler, est loin d'être atteint. Certes Paul-Boncour, faute d’être parvenu à définir une ligne politique commune avec l'Italie, a, avant la signature du pacte à Quatre, obtenu des apaisements de Mussolini sur le désarmement et sur l'Europe centrale. Concernant le désarmement, les deux nouveaux principes présentés par le gouvernement français, un contrôle strict, une période probatoire, ne semblent plus rencontrer d'objections de la part de Mussolini : « quand le contrôle s’exerce sur tous, il n’est humiliant pour personne » confie-t-il à de Jouvenel. Mais l'Italie maintient toujours sa position d'équidistance entre la France et l'Allemagne ; à la conférence de Genève la délégation italienne dépose des amendements contraires aux thèses françaises. De Jouvenel considère le pacte comme un début. Il a amorcé le rapprochement franco-italien. Celui-ci devra se poursuivre par des négociations financières et coloniales, par des entretiens sur le désarmement, par l'élaboration d'un programme commun de politique européenne. «L'Italie, dit-il, est prête à engager la négociation au moindre signe ». Il quitte Rome le 20 juillet 1933, résolument optimiste pour l’avenir. Son successeur, nommé le 20 juillet, sera le comte Charles Pineton de Chambrun. Le général Maurice Gamelin a approuvé le pacte et il a rendu hommage à l'action de Jouvenel. Il note dans ses mémoires que l'épisode du pacte à Quatre a correspondu à "un moment d'espoir".

## Conséquences

### Italie
Le succès diplomatique italien a des répercussions sur la direction des armées en Italie. Fort, de cette nouvelle position dans la diplomatie européenne, le Duce décide de mettre la main sur son État-major et affiche les ambitions militaires de son régime. Voici quelques dates pour éclairer notre propos :
- 1933, 27 juillet : Mussolini assume les fonctions de ministre de la Guerre, il le restera jusqu’à sa chute en 1943.
- 1933, 24 août : Mussolini, dans un discours, souhaite faire de l’Italie une nation militaire, voire militariste, ce qui est un incroyable pied de nez à la Conférence du Désarmement.
- 1933, 6 novembre : Mussolini, en plus du ministère de la Guerre, prend la direction des ministères de la Marine et de l’Aéronautique, qu’il conservera jusqu’à sa chute en 1943.

### Europe centrale
Les pays d'Europe centrale s'estiment trahis par les puissances occidentales, dans la mesure où la signature du traité permet à l'Allemagne nazie de revenir dans le concert des nations au détriment de leurs intérêts vitaux. En conséquence, dès le 26 janvier 1934, la Pologne signe un pacte de non-agression avec l'Allemagne, pacte qui est dénoncé et rompu unilatéralement par Hitler cinq ans plus tard.

## Fin du Pacte
En octobre 1933, l'Allemagne quitte avec fracas la Société des Nations, en pleine Conférence sur le désarmement. 95% des allemands approuvent la décision par plébiscite. C’est un véritable coup de grâce à l’organisation internationale, à son organisme en cours qu'est la Conférence sur le désarmement, et un premier coup dur porté au tout jeune Pacte à Quatre.
En avril 1934, le réarmement intensif de l'Allemagne, qui revendique une armée de 300 000 hommes, pousse la France à quitter la Conférence sur le désarmement.
Dans le même temps, l'Autriche de Engelbert Dollfuss déclare s'aligner sur la politique italienne. En représailles, les nazis autrichiens assassinent le chancelier le 25 juillet 1934. Cet événement illustre précisément la volonté de l'Allemagne de remettre en cause les conclusions du traité de Versailles en revendiquant son influence en matière de politique étrangère sur l'Autriche.
La mort tragique du roi Alexandre Ier de Yougoslavie et de Louis Barthou à Marseille le 9 octobre 1934 clôt symboliquement la période la plus active de l’alliance franco-serbe et surtout la fin des illusions françaises sur l’Italie fasciste. Cet événement est le quatrième et dernier des fossoyeurs du Pacte.